# 太田資武
太田 資武（おおた すけたけ）は、安土桃山時代から江戸時代初期にかけての武将・越前福井藩家臣。太田資正の三男。初名・景資。源三郎。五郎左衛門尉。安房守。子に太田資信。
母は法名を「月洲大瓊大姉」といい、伝承では小田氏家臣の八代将監の娘で常陸国片野城主であった上曽源三郎の後室になっていたのを佐竹義重が片野城を攻略して太田資正を入れた際に一緒に与えたとされるが確証はない。

## 生涯
資武が誕生した時には、父・資正は長男の氏資に本拠地の岩付城を追われて常陸国の佐竹氏に寄寓して片野城に入っており、氏資も三船山合戦で戦死して岩付城は北条氏の城となっていた。氏資に代わって次男である梶原政景が父を補佐してきたが、天正12年（1584年）に突如北条氏に内通して佐竹氏を離反した。その後、政景は佐竹義重に降伏して許されたものの、この件もあって太田氏の家督を継承できず、三男である資武が後継者となった。
天正14年（1586年）に佐竹義宣が宇都宮氏を助けて下野国に出陣した際に父の名代として出陣している。同16年（1588年）には家督を継承して官途名五郎左衛門尉を名乗っている。天正18年（1590年）の小田原の役では佐竹義宣に従って参陣、その後の江戸氏・大掾氏攻略にも功績をあげている。
その後、資武は結城氏から招かれてこれに仕え、慶長6年（1601年）結城秀康の越前国移封に従って3,000石を与えられて軍奉行に任ぜられる。その後、大坂の陣で活躍し、松平忠昌の代に7,900石に加増された。
墓は福井市徳尾町の禅林寺にある。
平成29年（2017年）5月、禅林寺の墓所修復中に五輪塔内部に収められた資武の骨壷と遺骨が発見された。当時の埋葬方法では五輪塔の下の地下に骨壷を埋葬するのが普通であったが、資武の場合は五輪塔内部の石と石の接着面の窪みに茶色い焼き物でできた骨壷が収められていた。